# Associazione Calcio Imola 1969-1970
Questa pagina raccoglie le informazioni riguardanti l'Associazione Calcio Imola  nelle competizioni ufficiali della stagione 1969-1970.

## Rosa
| N. |                   | Ruolo | Calciatore              |
| -- | ----------------- | ----- | ----------------------- |
|    | Italia (bandiera) | A     | Daniele Agostini        |
|    | Italia (bandiera) | C     | Angelo Amadori          |
|    | Italia (bandiera) | D     | Gastone Andreoli        |
|    | Italia (bandiera) | P     | Giandomenico Baldisseri |
|    | Italia (bandiera) | C     | Ivo Bighini             |
|    | Italia (bandiera) | D     | Mauro Bonadonna         |
|    | Italia (bandiera) | P     | Franco Ciccarelli       |
|    | Italia (bandiera) | C     | Ezio Gamberi            |
|    | Italia (bandiera) | D     | Claudio Govoni          |
|    | Italia (bandiera) | C     | Bruno Lama              |

| N. |                   | Ruolo | Calciatore         |
| -- | ----------------- | ----- | ------------------ |
|    | Italia (bandiera) | D     | Fausto Lodetti     |
|    | Italia (bandiera) | C     | Renato Luchitta    |
|    | Italia (bandiera) | A     | Cesare Mazzoli     |
|    | Italia (bandiera) | C     | Luciano Mazzotti   |
|    | Italia (bandiera) | C     | Roberto Montuschi  |
|    | Italia (bandiera) | D     | Mario Ricci        |
|    | Italia (bandiera) | C     | Giampiero Rubinato |
|    | Italia (bandiera) | C     | Alfredo Sambinello |
|    | Italia (bandiera) | D     | Verardo Zannoli    |
|    | Italia (bandiera) | A     | Piero Zini         |